# MidnightBSD
MidnightBSD is een BSD-distributie gebaseerd op FreeBSD 6.1. Geïnspireerd door GNUstep en NeXTSTEP.

## Functies
- Pakketbeheer: mport[2]
- Software-ontwikkeling: GCC 4.2, LLVM/Clang beschikbaar
- Bestandssysteem: ZFS met ZPOOL 28/deduplicate-ondersteuning (standaard GPT-indeling)
- sort en grep onder BSD-licentie
- NFS 4-client
- Versie 0.4: updates voor CAM-based ATA[3], syscons[4] en USB-ondersteuning

## Geschiedenis
MidnightBSD ontstond in 2005 als fork van FreeBSD. Lucas Holt, de oprichter van het project, had ervaring met verschillende BSD-desktopdistributies en daarnaast ook met GNUstep. Hij wou beide samenvoegen tot een nieuw besturingssysteem: MidnightBSD. De eerste versie (0.1) werd uitgebracht op 6 augustus 2007.